# Rockband
Een rockband of rockgroep is de algemene naam voor een muziekgroep die rockmuziek speelt. Een traditionele bezetting van een rockband bestaat uit een zanger, een gitarist, een basgitarist en een drummer of percussionist.

## Structuur
Op de basisstructuur komen talloze variaties voor. De rol van de zangstem kan worden vervangen of vergezeld door een melodieuze gitaarlijn, wanneer de gitarist solo's speelt. In veel gevallen speelt de zanger ook een instrument, vaak gitaar, waarbij de band eventueel tot een trio kan worden herleid. Men spreekt in dat geval soms van een powertrio (bijvoorbeeld Triumph, Cream, Powerplay, Nirvana of Green Day). Bij sommige groepen vervullen meerdere muzikanten de rol van leadzanger (bijvoorbeeld Pink Floyd of The Beatles), of komen er achtergrondstemmen bij.
Vaak beschikken rockbands over een slaggitarist en een toetsenist, die samen met de bassist en de drummer de ritmesectie verzorgen. De andere instrumenten kunnen echter ook een prominentere plaats innemen. Wanneer andere instrumenten dan de gitaren of drums een belangrijke rol vervullen, zoals elektronisch orgel, synthesizer, keyboards, mellotron, viool, trompet en fluit, wordt de band vaak ingedeeld bij een specifieker genre dan "rock" in het algemeen, zoals psychedelische muziek, ska of progressieve rock.